# Trục phát triển cà phê Colombia

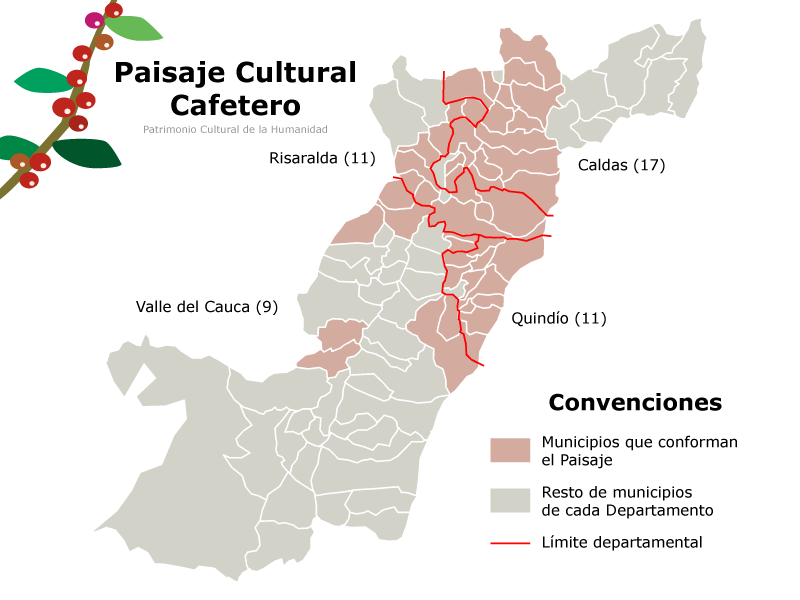
Cảnh quan văn hóa cà phê.

Trục cà phê.

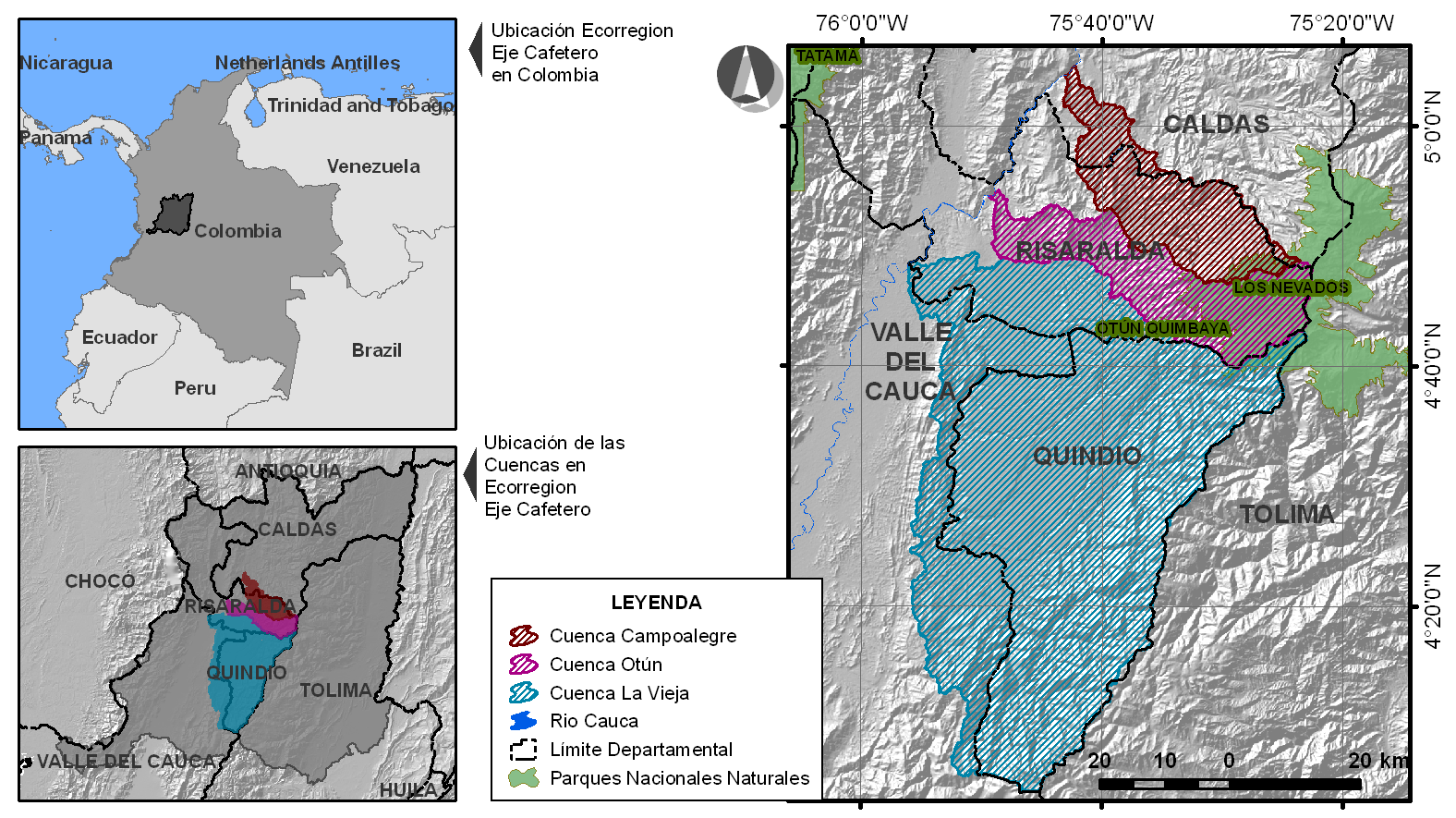
Tam giác cà phê.

Vùng cà phê Colombia (tiếng Tây Ban Nha: Eje Cafetero) còn được gọi là Tam giác cà phê (tiếng Tây Ban Nha: Triángulo del Café) là một phần của vùng Paisa của Colombia. Nó nổi tiếng vì là nơi trồng và sản xuất phần lớn lượng cà phê Colombia, được nhiều người coi là loại cà phê tốt nhất thế giới. Khu vực này bao gồm bốn tỉnh là Caldas, Quindío, Risaralda và Tolima. Các thành phố trong vùng được biết đến nhiều nhất là Manizales, Armenia và Ibagué.

## Lịch sử
Cà phê được trồng đầu tiên ở Comlombia là tại Salazar de las Palmas, phía bắc của Santander và trong thế kỷ XX cà phê đã trở thành mặt hàng xuất khẩu chính của Colombia.  Khi cà phê lần đầu được đưa vào đất nước, các nhà lãnh đạo đã cố gắng thúc đẩy việc trồng cà phê nhưng đã gặp phải sự phản ứng mạnh mẽ của người dân vì phải mất khoảng 5 năm từ lúc trồng cho đến khi lần đầu thu hoạch. Năm 1999, doanh thu từ cà phê đạt 3,7% tổng sản phẩm quốc nội (GDP) và 37% số lao động nông nghiệp. Các địa phương sản xuất cà phê chính của đất nước là Nariño, Norte de Santander, Antioquia, Valle del Cauca, Huila, Caldas, Quindío, Risaralda, Tolima và Cundinamarca.
Khu vực giữa các tỉnh Caldas, Risaralda, Quindío và Tolima được gọi là Vùng Cà phê vì sự phát triển mạnh mẽ và kinh nghiệm trồng và thu hoạch. Khu vực này từng bị ảnh hưởng bởi một trận động đất mạnh 6,4 Độ Richter vào ngày 25 tháng 1 năm 1999 nhưng sau đó, nền kinh tế của khu vực đã phục hồi nhanh chóng

## Du lịch
Khu vực này đã phát triển các công viên chủ đề như là Công viên Cà phê Quốc gia Colombia nằm ở thị trấn Montenegro thuộc tỉnh Quindío. Trong khu vực này còn có Bảo tàng Văn hóa Cà phê cho thấy quá trình từ sản xuất đến thưởng thức một tách cà phê truyền thống Colombia. Bảo tàng này giống như tất cả các công viên chủ đề khác là bản sao của thành phố thuộc địa, nơi khách du lịch thưởng thức các buổi biểu diễn khiêu vũ và âm nhạc truyền thống, tầm nhìn toàn cảnh từ cáp treo hướng ra phong cảnh cà phê tươi tốt và nhiều chuyến đi khám phá khác.
Một công viên chủ đề độc đáo khác ở Colombia là Công viên Văn hóa Nông nghiệp Quốc gia Colombia - Panaca, nằm tại Quimbaya cũng tại Quindío. Tính năng chính của nó là không giống như các vườn thú, du khách không những được ngắm nhìn mà còn được tiếp xúc trực tiếp và thưởng thức các hoạt động và các sự kiện theo lịch trình cùng với những loài động vật đó.
Vườn thú Thành phố Matecaña nằm tại Pereira là một trong những vườn thú truyền thống quan trọng nhất ở Colombia và Nam Mỹ, là nơi có 150 loài với 800 cá thể. Các điểm tham quan khác gồm Vườn thực vật của Đại học Công nghệ Pereira, thị trấn Santuario, spa tắm nước nóng ở Santa Rosa de Cabal, chèo thuyền trên Sông La Vieja, Vườn thực vật Quindío và Thung lũng Cocora ở thị trấn Salento.

## Hình ảnh

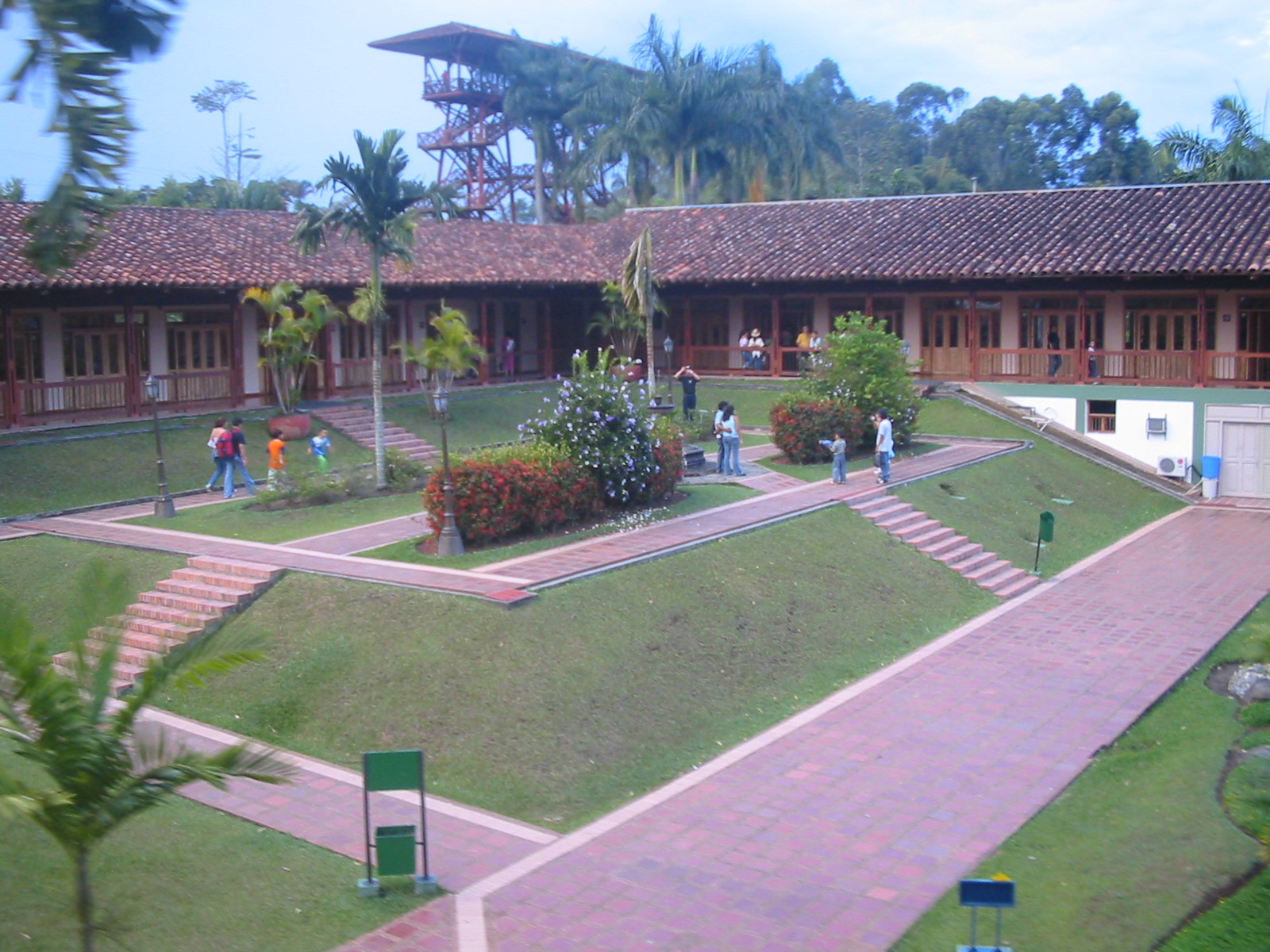
Bảo tàng quy trình cà phê
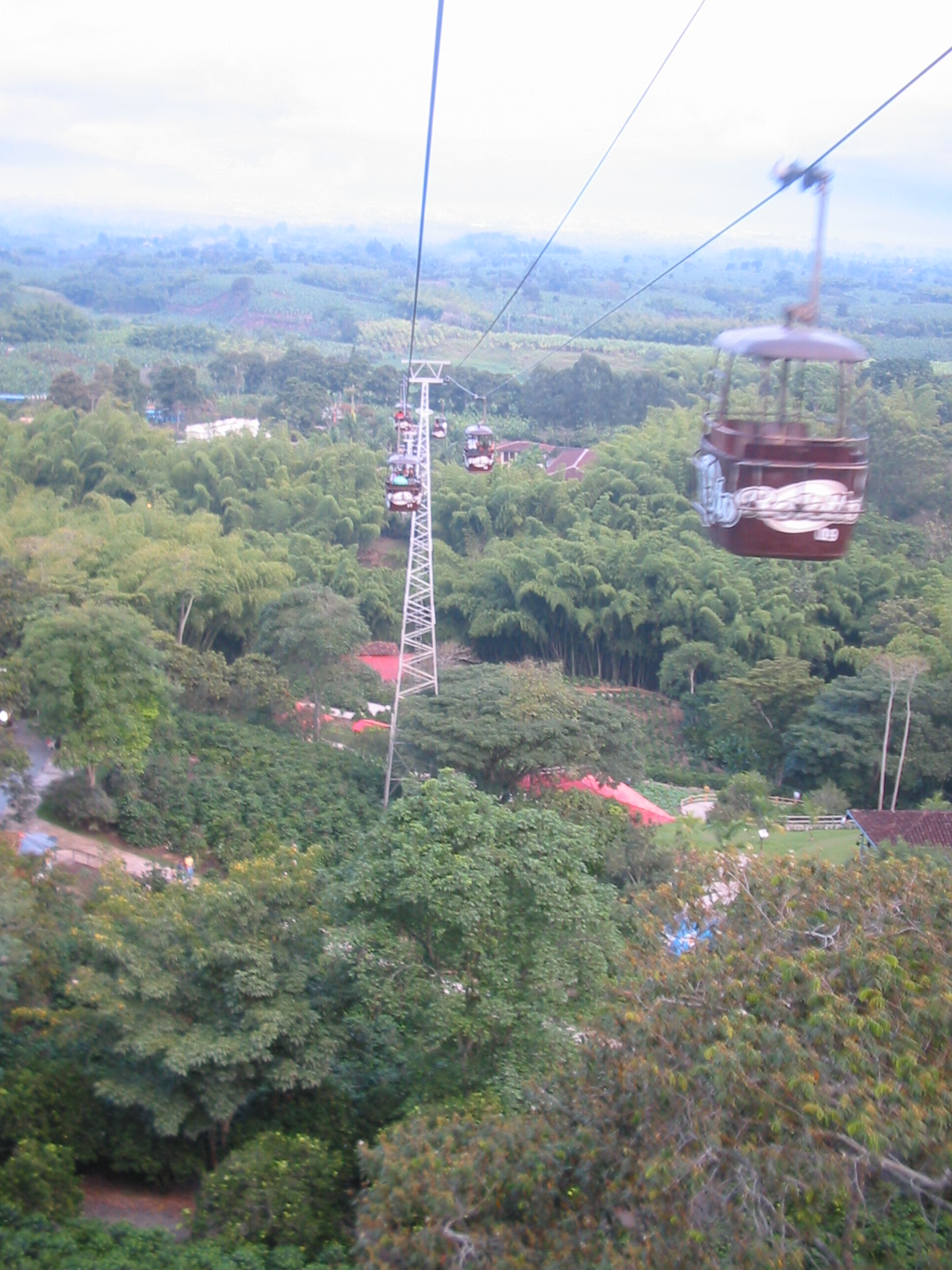
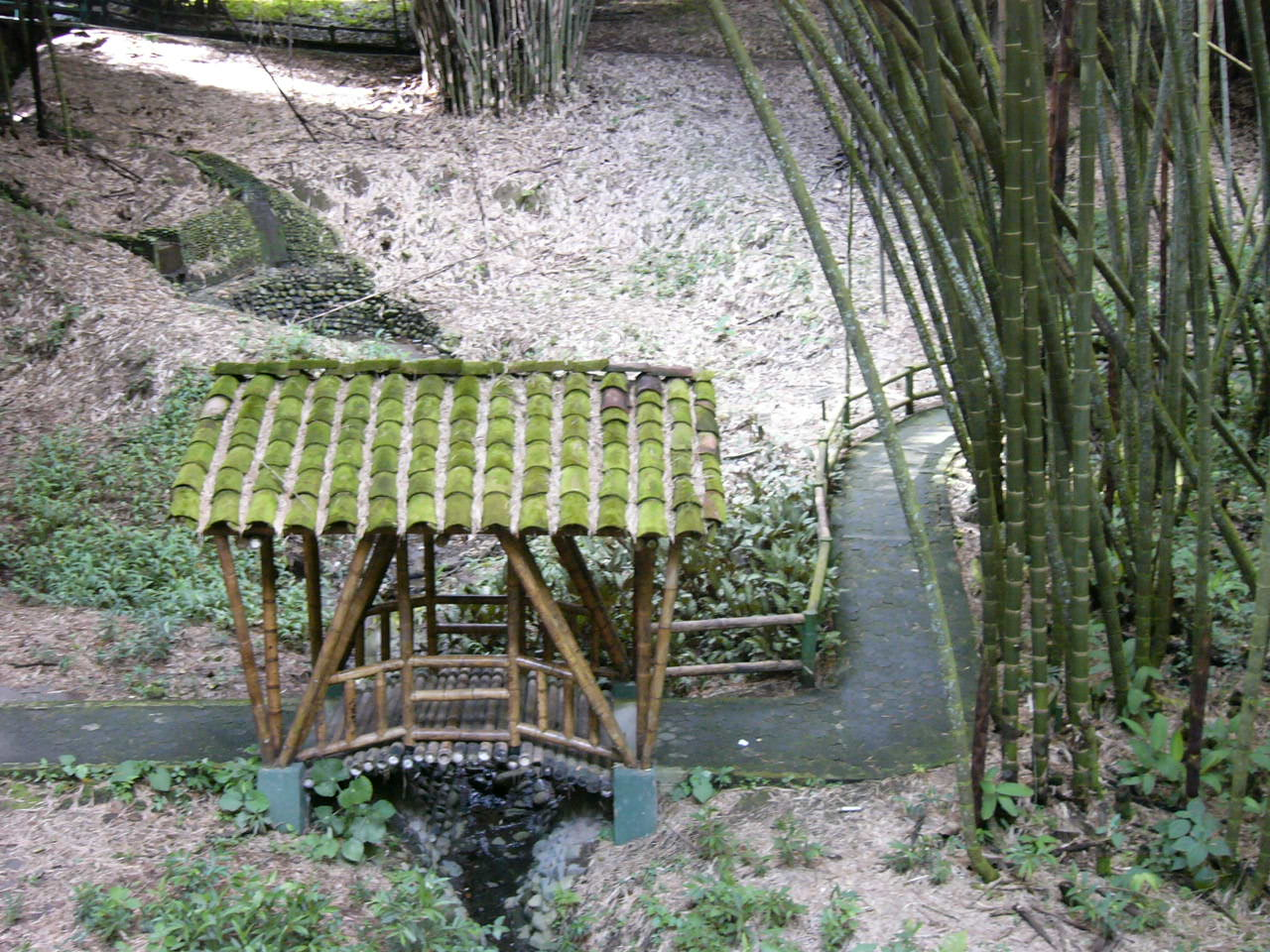
Rừng tre
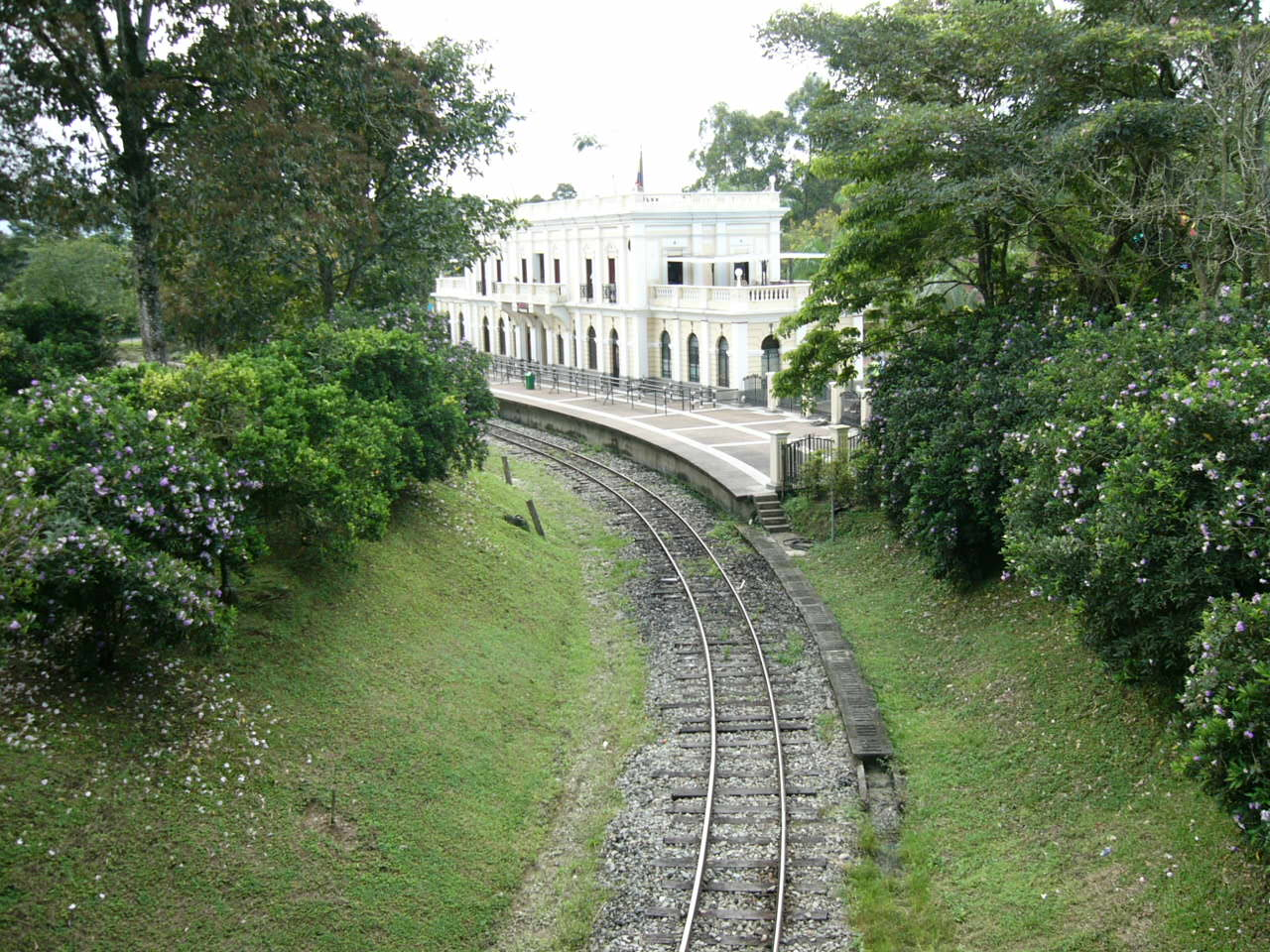
Tuyến đường sắt Antioquia
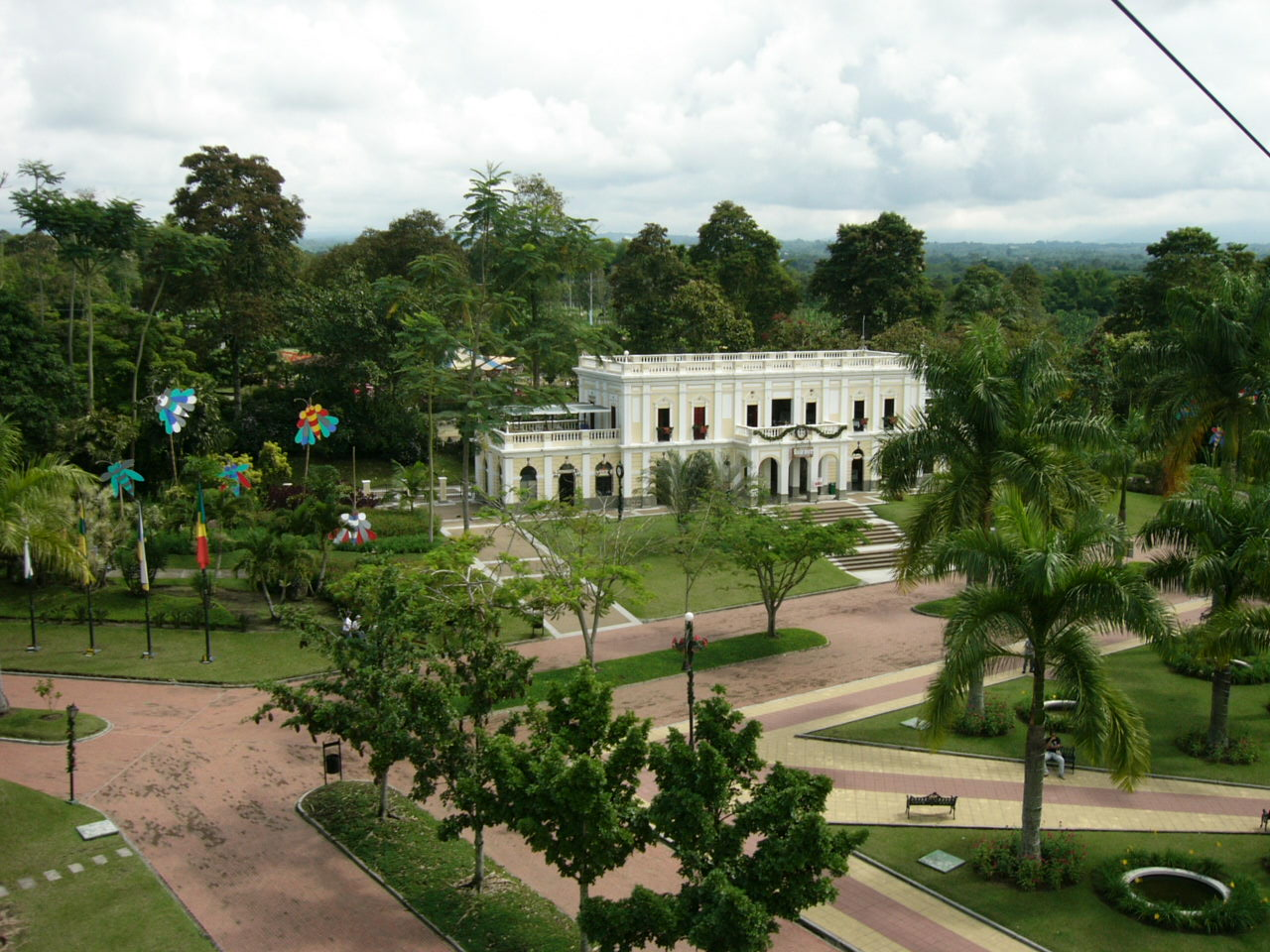
Ga đường sắt
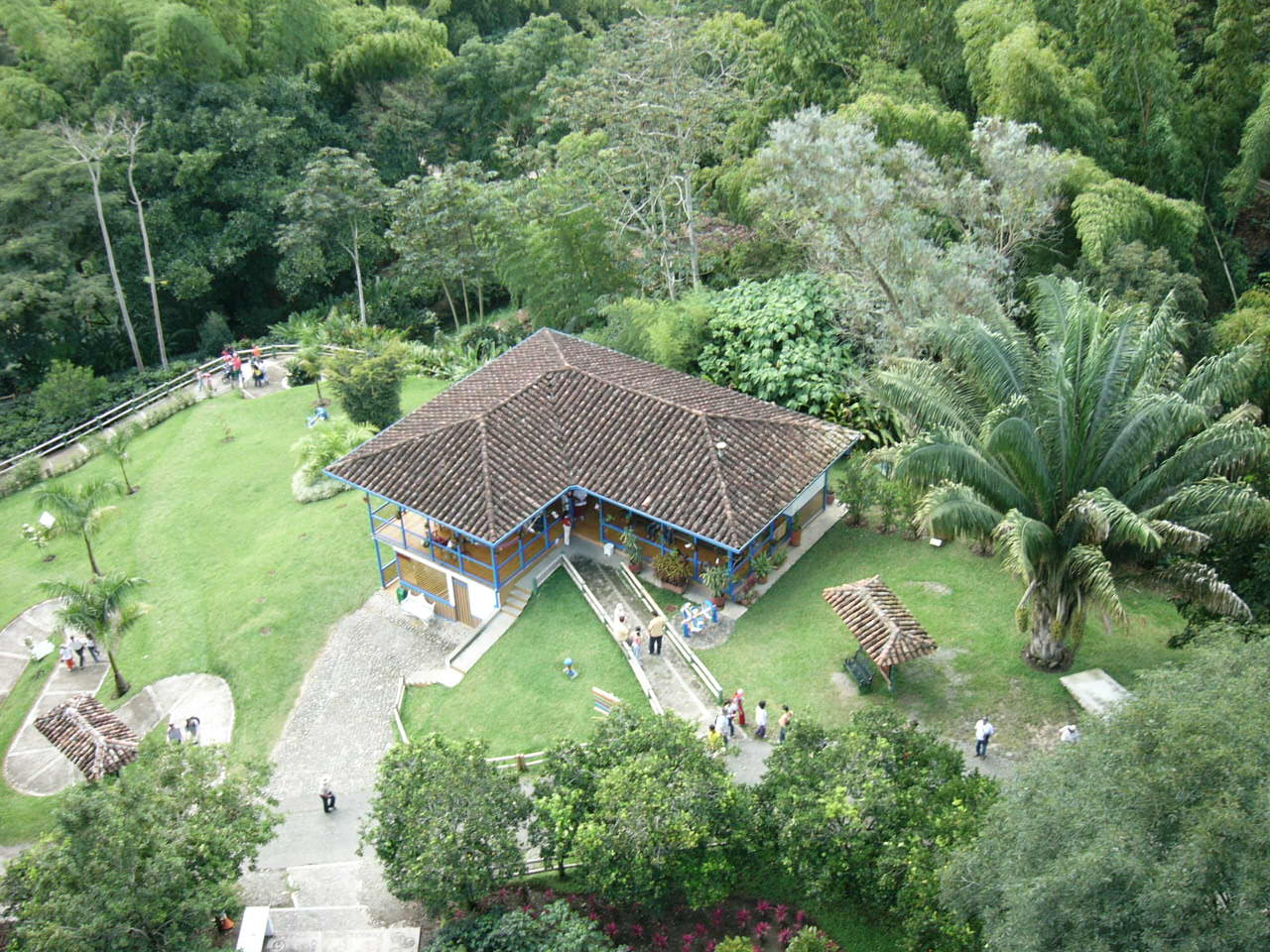
Nhìn từ trên không
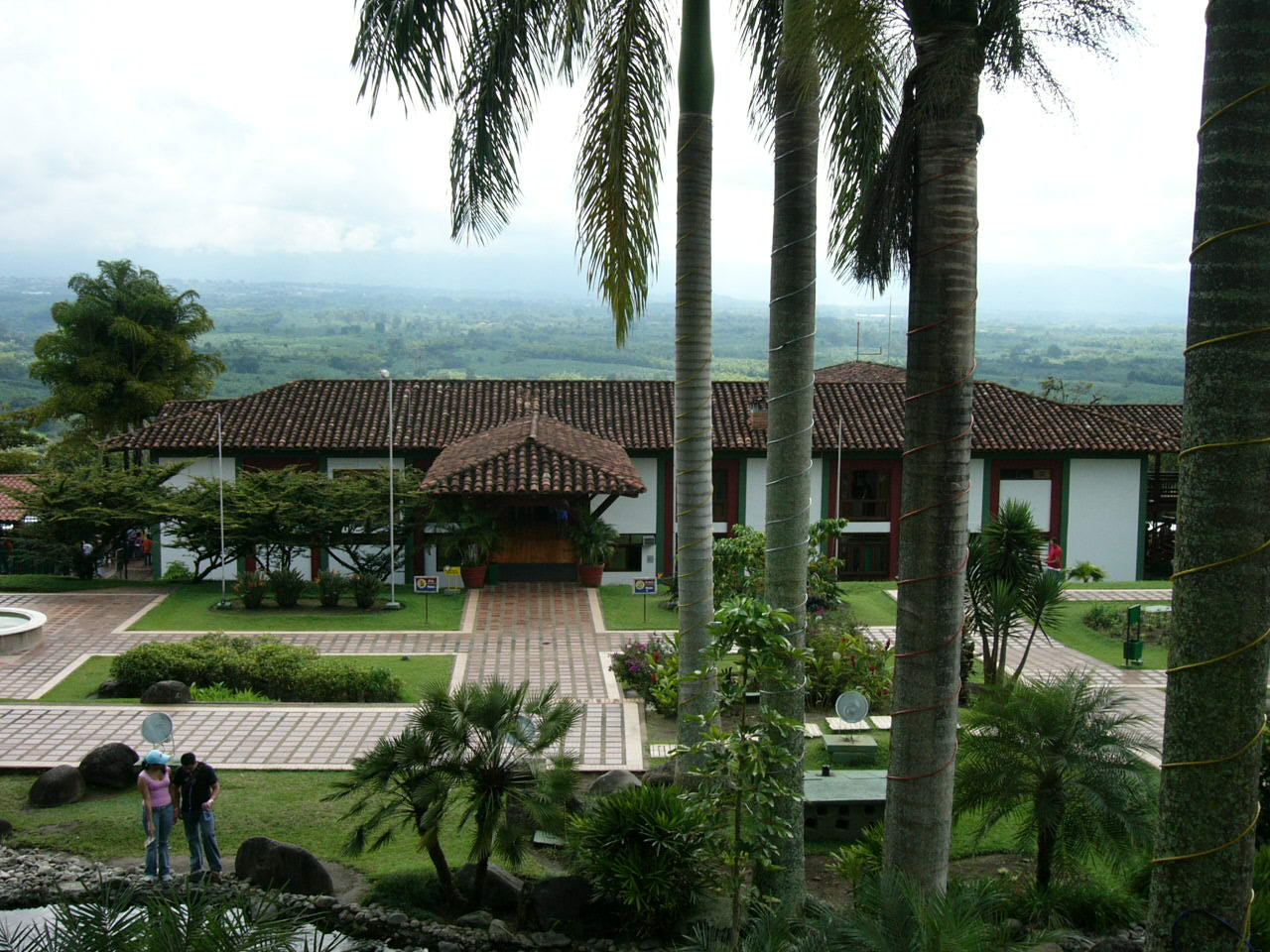
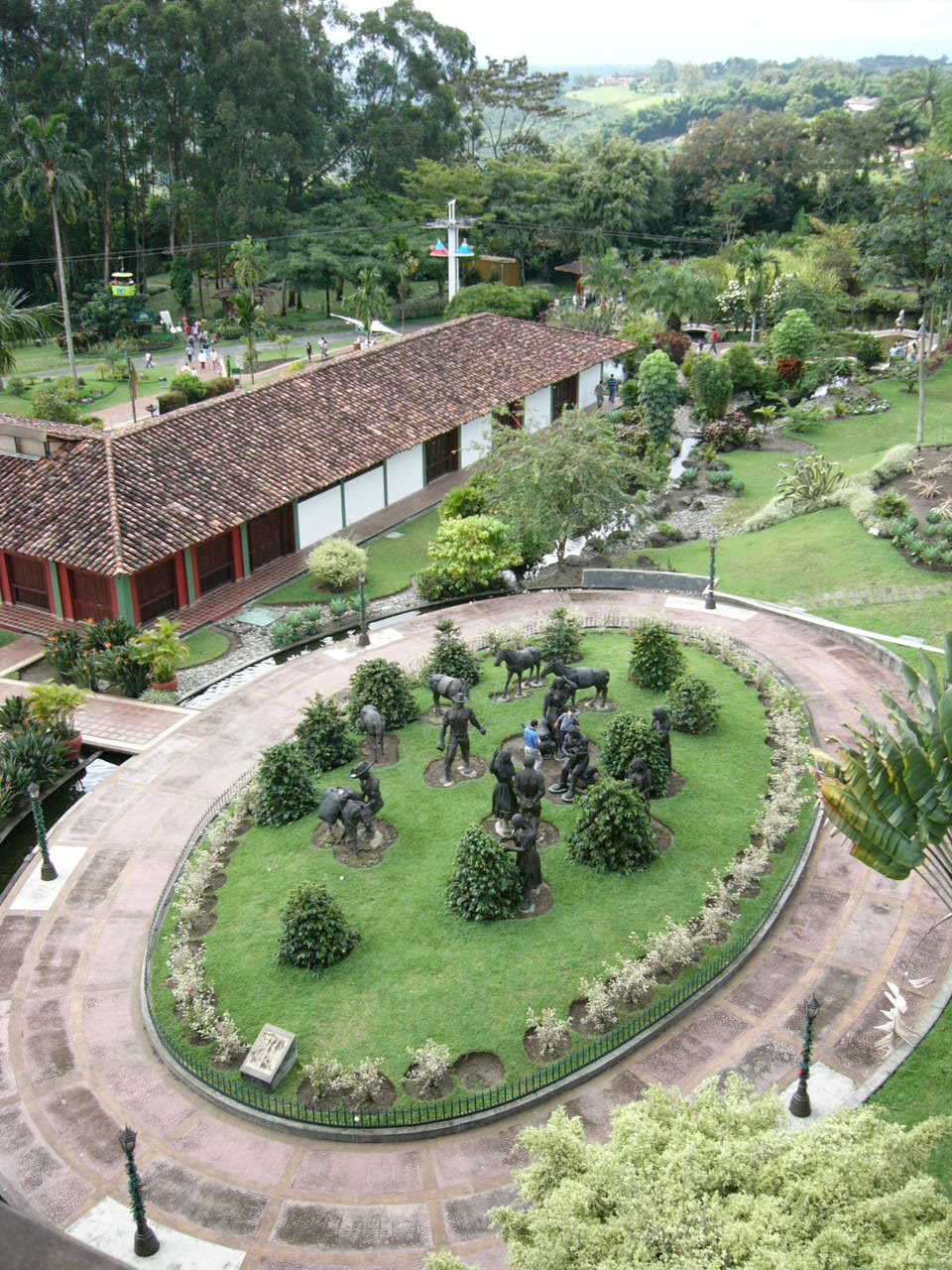